# پیر پرن دو شاسایین
پیر پرن دو شاسایین (به فرانسوی: Pierre Perrin de Chassagne) شاعر و رمان‌نویس قرن بیستم میلادی اهل فرانسه است.